# Ружинська сільська рада
| Ружинська сільська рада — адміністративно-територіальна одиниця та орган місцевого самоврядування у Турійському районі Волинської області з адміністративним центром у селі Ружин. Сільській раді підпорядковані населені пункти: - с. Ружин - с. Городилець - с. Клевецьк |

## Склад ради
Рада складається з 12 депутатів та голови.

### Керівний склад ради
| ПІБ                          | Основні відомості                                                         | Дата обрання | Дата звільнення |
| ---------------------------- | ------------------------------------------------------------------------- | ------------ | --------------- |
| Римарчук Григорій Михайлович | Сільський голова, 1962 року народження, освіта, безпартійний              | 26.03.2006   | 31.10.2010      |
| Дишлюк Галина Степанівна     | Сільський голова, 1960 року народження, освіта вища, член народної партії | 31.10.2010   |                 |

Примітка: таблиця складена за даними джерела

## Загальні відомості
Історична дата утворення: в 1939 році. Водоймища на території, підпорядкованій даній раді: річка Турія.
В Ружинській сільській раді працюють: середня та початкова школи, будинок культури, бібліотека, два медичний заклади, відділення зв'язку, АТС на 100 номерів, три крамниці.
На території сільської ради проходить Автошлях Р15 Ковель — Жовква.

## Населення
Згідно з переписом УРСР 1989 року чисельність наявного населення сільської ради становила 813 осіб, з яких 351 чоловік та 462 жінки.
За переписом населення України 2001 року в сільській раді мешкали 692 особи.

### Мова
Розподіл населення за рідною мовою за даними перепису 2001 року:
| Мова       | Відсоток |
| ---------- | -------- |
| українська | 98,56 %  |
| російська  | 1,15 %   |
| білоруська | 0,29 %   |